# Myiarchus crinitus
El copetón viajero  (Myiarchus crinitus) es una especie de ave paseriforme de la familia Tyrannidae perteneciente al numeroso género Myiarchus. Es un ave migratoria que anida en el sur y este de Canadá y en toda la mitad oriental de Estados Unidos y migra hacia el sur de México, Cuba, América Central y noroeste de América del Sur en los inviernos boreales.

## Nombres comunes
Aparte de copetón viajero (en Panamá, Costa Rica, México, Ecuador y Perú), se le conoce también por bobito de cresta (en Cuba), atrapamoscas copetón (en Colombia y Venezuela), güis migrador (en Nicaragua), papamoscas viajero (en México), chilero crestudo (en Honduras), juí crestado, maroíta de cresta o moscareta crestada.

## Distribución y hábitat
Su área de reproducción se extiende desde el este de Alberta, hacia el este de Canadá y toda la mitad oriental de Estados Unidos, con una población permanente en el sur de Florida; en los inviernos boreales migra hacia el sur de México, Cuba (donde es raro), Belice, Guatemala, El Salvador, Honduras, Nicaragua, Costa Rica, Panamá, norte y oeste de Colombia y noroeste de Venezuela. Fue registrado como vagante en las Bahamas, Perú, Ecuador y como reproductor en San Pedro y Miquelón.
El hábitat reproductivo generalmente más común son los bosques caducifolios o mixtos abiertos y los bordes de claros. Tiende a preferir los bosques secundarios o de corte selectivo y evita los extremos de bosques de dosel cerrado o de sabanas enteramente abiertas. Dentro de uma región, generalmente prefiere los bosques húmedos o mésicos a bosques secos. Parece evitar los bosques boreales. Durante la invernada ocupa una amplia gama de ambientes boscosos, incluyendo los bordes y el dosel de selvas húmedas no perturbadas, pero también claros arbustivos y crecimientos secundarios, claros con árboles dispersos y bosques semiáridos. Hasta los 1200 m de altitud en el norte de América del Sur.
Es un gran ave insectívoro y uno de los miembros más extendidos del género Myiarchus. Habita principalmente en las copas de los árboles y rara vez se le encuentra en el suelo.

## Descripción
El ave adulto suele medir entre 17-21 cm de longitud con una envergadura de alrededor de 34 cm. Normalmente pesa entre 27-40 g.
No muestra dimorfismo sexual. Los adultos son de color marrón en el dorso con partes inferiores amarillas; tienen una cola larga con una coloración oxidada y una cresta espesa. Su garganta y el pecho son de color gris.

## Comportamiento
Anidan en una cavidad en un árbol. Generalmente, una piel de serpiente se incluye en el revestimiento del nido; algunas veces es reemplazado por un envoltorio plástico.
Se trepan a una rama elevada y salen volando para atrapar insectos voladores, algunas veces revolotean para buscar alimentos entre la vegetación. Se alimentan de frutas y bayas.  El sonido de estas aves es un silbido «uiip».

## Sistemática

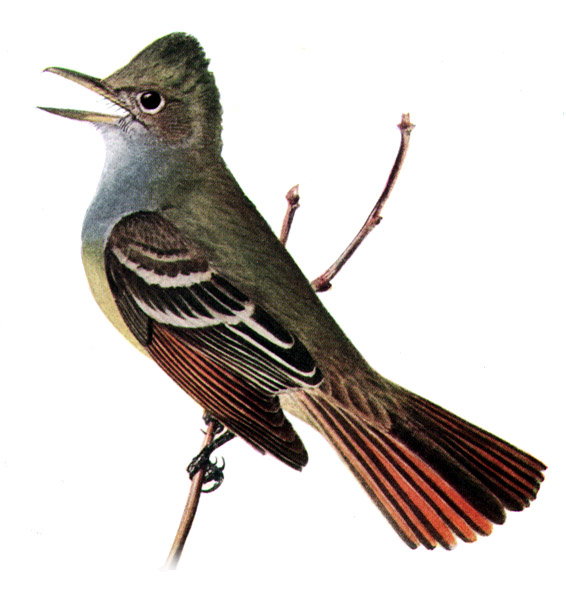
Myiarchus crinitus, ilustración de Louis Agassiz Fuertes para The Birds of New York, 1910~15.

### Descripción original
La especie M. crinitus fue descrita por primera vez por el naturalista sueco Carlos Linneo en 1758 bajo el nombre científico Turdus crinitus; su localidad tipo es: «América, restringido posteriormente para Carolina del Sur».

### Etimología
El nombre genérico masculino «Myiarchus» se compone de las palabras del griego «μυια muia, μυιας muias» que significa ‘mosca’, y «αρχος arkhos» que significa ‘jefe’; y el nombre de la especie «crinitus», en latín significa ‘de largos cabellos’.

### Taxonomía
Las formas descritas M. crinitus boreus Bangs, 1898, y M. crinitus residuus Howe, 1902 son consideradas indistinguibles de la nominal. Es monotípica.